# 洪茨巴赫河
50°1′23″N 12°19′48″E / 50.02306°N 12.33000°E

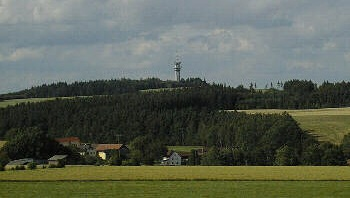

洪茨巴赫河（德語：Hundsbach），是德國的河流，位於該國東南部，由巴伐利亞負責管轄，屬於翁德雷布河的左支流，河道全長6公里，流經菲希特爾山脈。